# مونغ مونغ سو
مونغ مونغ سو (بالبورمية: မောင်မောင်စိုး) هو لاعب كرة قدم ميانماري، ولد في 6 أغسطس 1995 في يانغون في ميانمار. شارك مع منتخب ميانمار تحت 20 سنة لكرة القدم ومنتخب ميانمار لكرة القدم. أما مع النوادي، فقد لعب مع Magwe F.C. ‏.